# Eupithecia eberti
Eupithecia eberti är en fjärilsart som beskrevs av András Vojnits 1978. Eupithecia eberti ingår i släktet Eupithecia och familjen mätare. Inga underarter finns listade i Catalogue of Life.